# کانن (موسیقی)

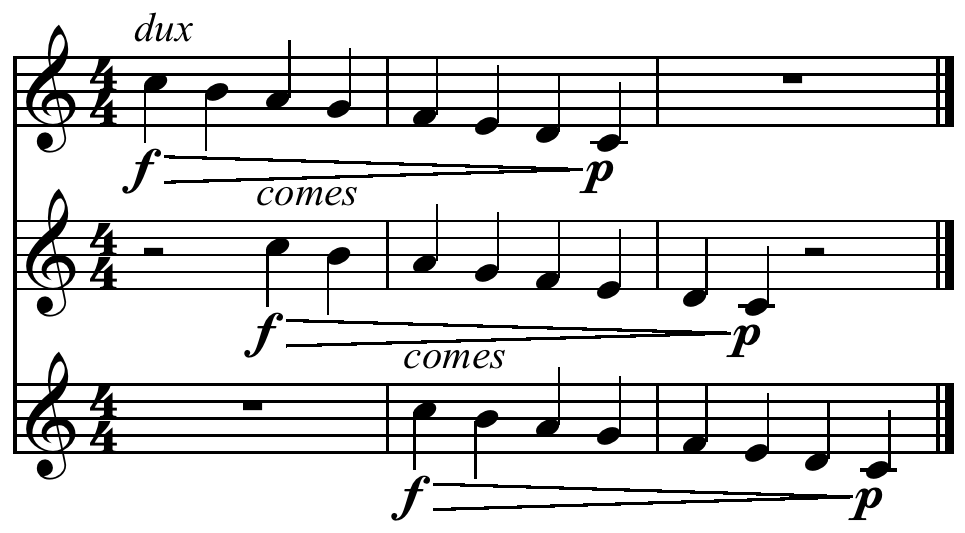
یک مثال از فرم کانن برای سه صدا

کانُن (به انگلیسی : Canon) در لاتین به معنی قاعده و قانون است. در موسیقی یک فرم و شیوۀ آهنگسازی‌ است بر پایه قوانین تقلید دقیق، که یک ملودی اولیه در یک بازهٔ مشخص توسط یک یا چند قسمت تکرار می‌شود که ممکن است همه دارای نت‌های مشابه، یا مشابه ولی غیر هم ارزش در یک اکتاو دیگر باشند.

## تاریخچه
قدیمی‌ترین نمونه از کانن متعلق به قرن سیزدهم میلادی در انگلستان و نام آن (تابستان آمده) است.
در قرن پانزدهم «کانن» یکی از مهم‌ترین اجزای یکدست‌کردن تنظیم مس‌ها شد.
در قرن هجدهم یوهان سباستین باخ دو کانن متناوب شگفت‌آور در دو اثر خویش، هنرفوگ و واریاسیون های گلدبرگ خلق نمود. همچنین آرنولد شونبرگ، آنتون وبرن و پل هیندمیت در قرن بیستم قطعاتی در این فرم ساختند.

## انواع کانن
۱. کانن دو صدایی :
- کانن دو‌صدایی، سه‌صدایی و چهار‌صدایی تقلید از یک ملودی است که با فاصله‌ای از چند نت یا میزان پس از ملودی اصلی در بخشی دیگر و با فاصله به اجرا در‌می‌آید.

۲. کانن چهارم ،پنجم و ... :

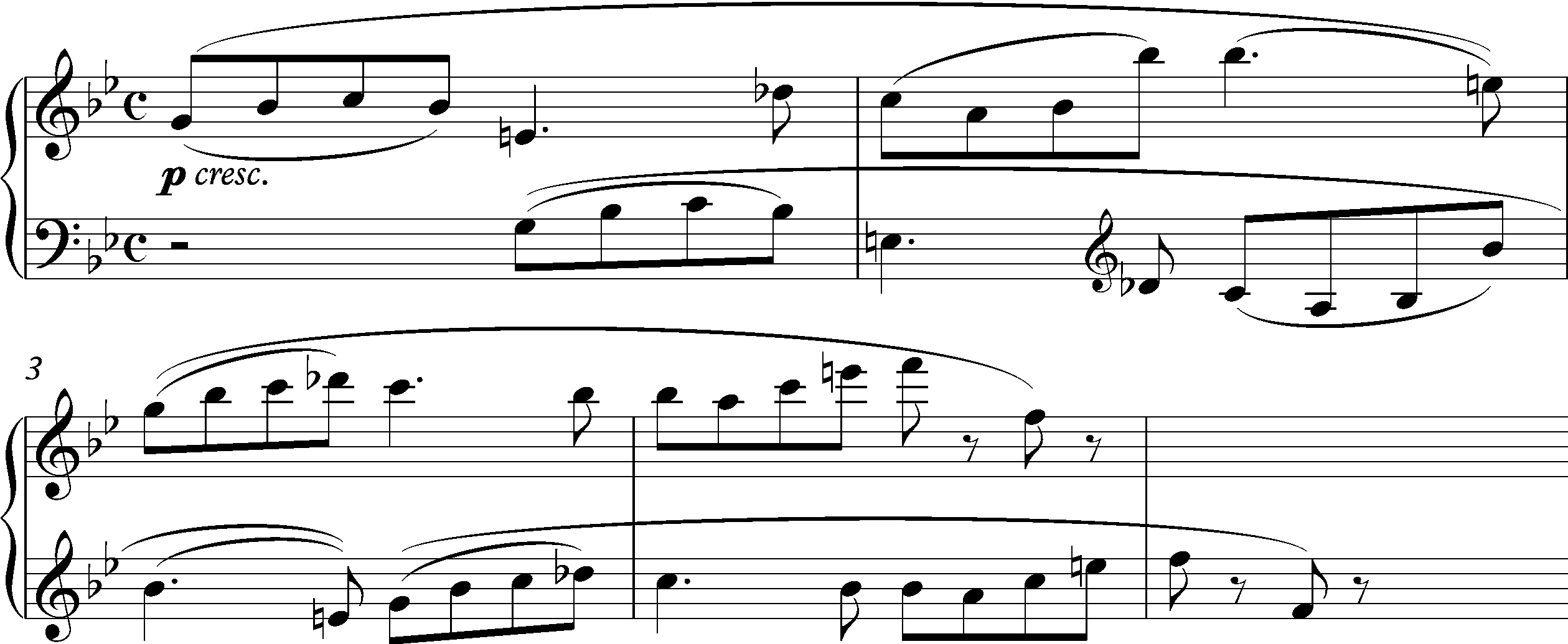
یک نمونه از کانن دو صدایی از قطعه سونات برای پیانو در لا ماژور اثر : لودویک وان بتهوون

- اگر صدای دوم، تقلید صدای اول را در همان دانگ به فاصله‌های چهارم ،پنجم یا فواصل دیگر، به پایین یا بالا تقلید کند به آن کانن چهارم، پنجم و ... می‌گویند.

۳. کانن معکوس :

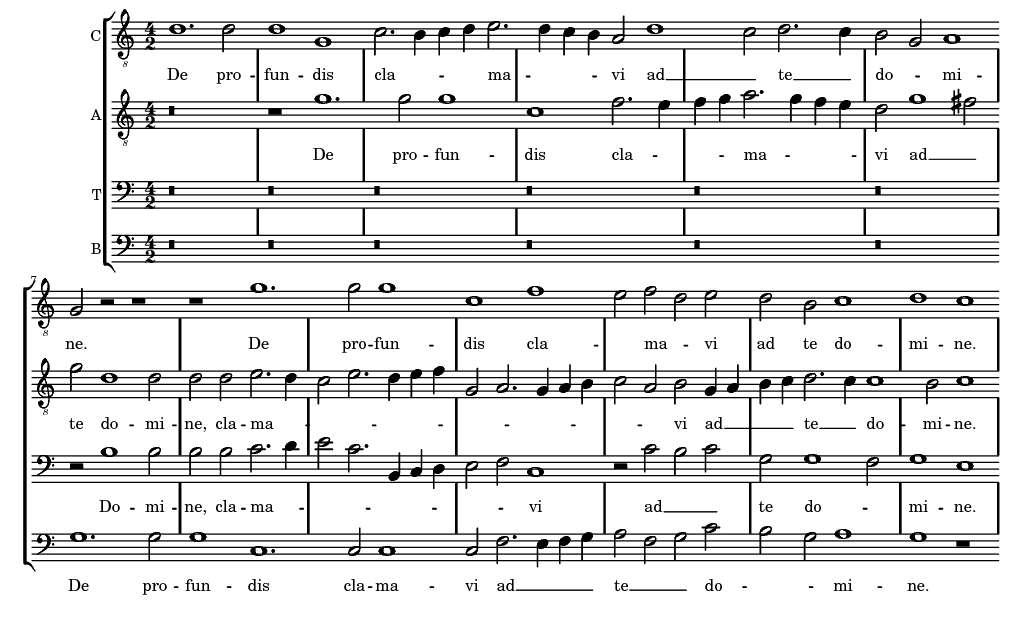
یک کانن برای گروه کر و تقلید از ملودی با فاصله چهارم اثر ژوسکن د پره

- در کانن معکوس[ب]، صدای دوم در جهت مخالف ملودی اصلی به بالا یا پایین حرکت می‌کند.

۴. کانن افزایشی :

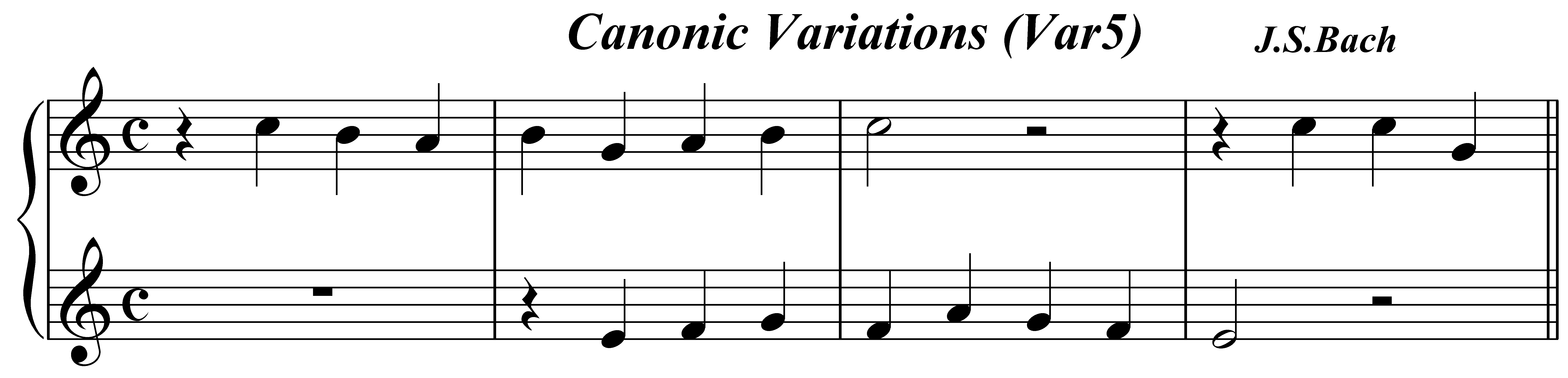
کانن معکوس

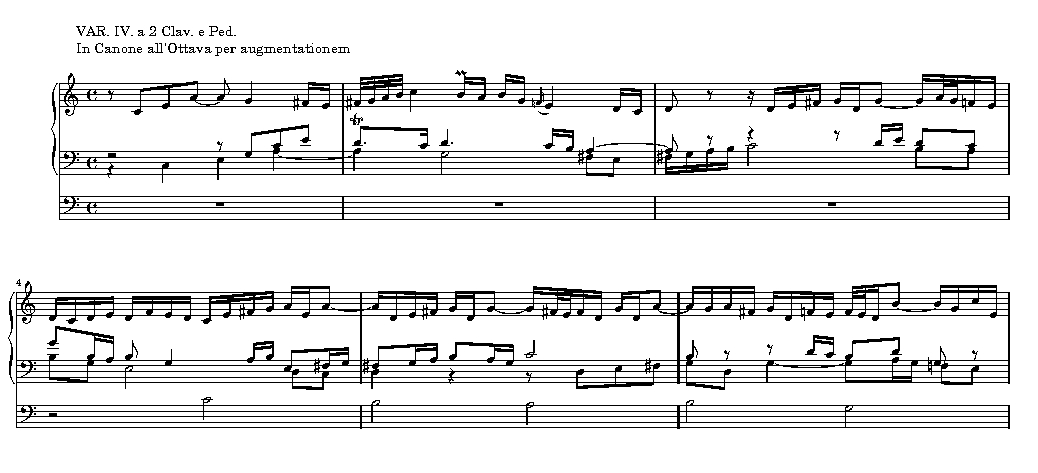
کانن افزایشی اثر : باخ، صدای دوم در بخش میانی و صدای چهارم در بخش باس کانن افزایشی را همراهی می کنند.

- در کانن افزایشی[پ]، نت‌های صدای دوم با کشش بیشتری نسبت به ملودی اصلی حرکت می‌کنند.

۵. کانن کاهشی :
- در کانن کاهشی[ت]، نت‌های صدای دوم با کشش کمتری نسبت به ملودی اصلی حرکت می‌کنند.

۶. کانن قهقرایی :

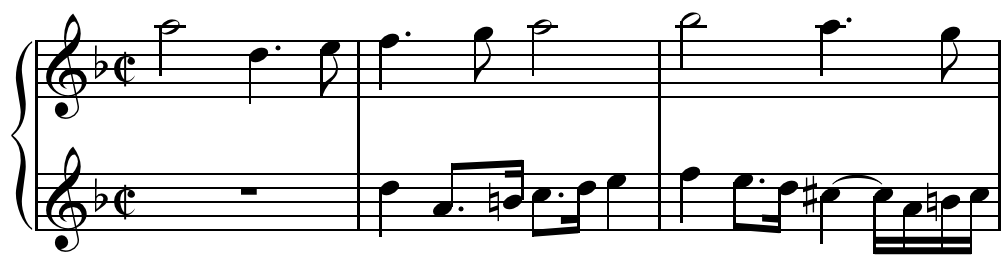
کانن کاهشی از (هنر فوگ) اثر : باخ

- کانن قهقرایی[ث] نسبت به کانن‌های دیگر پیچیده‌تر است بدین‌صورت که صدای دوم، تقلید از ملودی اصلی را از پایان آن شروع می‌کند و در پایان ملودی اصلی به آغاز می‌رسد.

۷. کانن مدور :

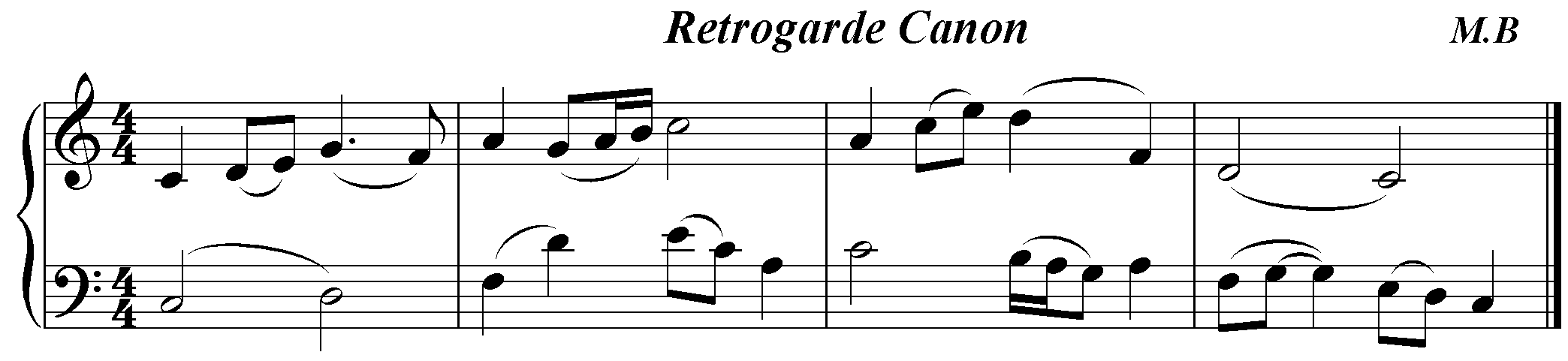
کانن قهقرائی

- در کانن مدور[ج] یا مداوم، هر بخش ملودی که به‌پایان می‌رسد، دوباره تکرار و تکرار می‌شود.

۸. کانن دوبل :
- کانن دوبل[چ] یا مضاعف، به کاننی گفته می‌شود که در آن دو بخش مختلف و هر بخش با دو ملودی، همزمان اجرا شوند. در این شیوه، کانن دوم می‌تواند کم اهمیت‌تر یا در نقش همراهی و یا هر دو از نظر اهمیت مساوی باشند.

۹. کانن همراهی شده :

کانن دوبل اثر : باخ

- در این شیوه بخش‌های دیگر به ارکستر اضافه شده و به صورت مجزا و با هارمونی و آکوردهای آزاد، بخش کانن را همراهی می‌کنند.

۱۰. کانن آزاد :

کانن همراهی شده، بخش پایینی کانن دو صدایی بخش بالا را به صورت آزاد همراهی می کند

- کانن آزاد[ح]، کاننی است که در قسمت تقلید از ملودی، از نت‌های تغییر‌دهندۀ کروماتیک استفاده می‌شود و با ملودی اصلی تفاوت پیدا می‌کند.

۱۱. کانن ریتمیک :
- در کانن ریتمیک[خ] و شیوه‌ای که در موسیقی مدرن رایج شد، به جای تقلید از ملودی، از ریتم و دانگ صدا استفاده می‌شود.

۱۲. کانن همصدا :
- در کانن همصدا[د] اگر صدای دوم تقلید صدای اول را در همان دانگ ملودی اصلی آغاز کند، به آن کانن هم‌صدا می‌گویند.

## یادداشت
1. ↑  Sumer is icumen in
2. ↑  Canon by Inversion
3. ↑  Canon by Augmentation
4. ↑  Canon by Diminution
5. ↑  Retrograde Canon
6. ↑  Round Canon
7. ↑  Double Canon
8. ↑  Free Canon
9. ↑  Ritmic Canon
10. ↑  Unison Canon